# Jacqueline Moore
Jacqueline DeLois Moore (ur. 6 stycznia 1964) – amerykańska wrestlerka, managerka i sędzia. Znana głównie pod pseudonimamii ringowymi Miss Texas, Jacqueline i Jackie Moore. Występowała między innymi w United States Wrestling Association, World Championship Wrestling, World Wrestling Entertainment i Total Nonstop Action Wrestling. Jest pierwszą kobietą, która znalazła się na liście PWI 500; jedyną kobietą, która zdobyła WWE Cruiserweight Championship w WWE; pierwszą Afroamerykanką, która zdobyła WWF Women’s Championship i pierwszą Afroamerykanką, która została przyjęta do WWE Hall of Fame.
Przez całą swoją karierę często walczyła zarówno z kobietami, jak i z mężczyznami. W WWE zmierzyła się w walce 1 na 1 między innymi z Chavo Classic, Chavo Guerrero Jr., Deanem Malenko, Crashem Hollym i Jeffem Jarrettem.

## Kariera wrestlerska

### Wczesna kariera (1988–1991)
Moore trenowała w szkole wrestlerskiej Skandora Akbara, którego poznała w siłowni. W swojej grupie ćwiczeniowej była jedyną kobietą, która przeszła cały trening od początku do końca. Debiutowała w organizacji World Class Championship Wrestling w 1988 pod pseudonimem Sweet Georgia Brown (pl. Słodki Georgiański Brąz, choć Georgia może być również traktowane jako imię, a Brown jako nazwisko). Pod tym samym pseudonimem Moore występowała w japońskiej organizacji Frontier Martial-Arts Wrestling oraz w organizacjach wyłącznie kobiecych, takich jak Ladies Professional Wrestling Association i Women’s Pro Wrestling.

### United States Wrestling Association (1991–1996)
W 1991 roku Moore przeprowadziła się do Memphis w Tennessee, gdzie dołączyła do organizacji United States Wrestling Association i zaadaptowała pseudonim ringowy Miss Texas. Była heelem i valetem tag teamu, do którego należeli Eric Embry i Tom Prichard. Razem byli drużyną Teksasu w konflikcie Teksas kontra Tennessee. Sama Miss Texas prowadziła w tym czasie własny spór z wrestlerką o imieniu Dirty White Girl Kim Anthony. Obie brały udział w walce, w której przegrana miała ogolić włosy. Wygrała Anthony. 2 marca 1992 roku Texas wygrała nowo utworzony tytuł USWA Women’s Champion. Między marcem 1992, a sierpniem 1996 zdobyła ten tytuł 8 razy. W tym czasie poza nią mistrzyniami były także Luna Vachon i Debbie Combs. W 1993 roku została pierwszą kobietą, która znalazła się na liście PWI 500.

### World Championship Wrestling (1997–1998)
W WCW Moore debiutowała jako manager i ochroniarz Kevina Sullivana. Pomagała mu bezpośrednio w walce powalając przeciwników ruchem body slam i doradzała swojemu klientowi w czasie jego rywalizacji z Chrisem Benoit. Sama rywalizowała z żoną Chrisa Benoit i byłą żoną Kevina Sullivana, The Woman. Konflikt zwieńczyła walka obu wrestlerów w czasie wydarzenia Bash at the Beach w 1997 roku. Przegrany miał zakończyć swoją karierę wrestlerską. Moore uderzyła Sullivana w głowę drewnianym krzesłem, co doprowadziło do jego przegranej. 9 sierpnia 1997 roku w czasie wydarzenia Road Wild została managerką drużyny Harlem Heat. Później krótko rywalizowała z Disco Inferno, którego pokonała na Halloween Havoc 26 października 1996 roku.

### World Wrestling Federation / Entertainment (1998–2004)

#### Mistrzyni WWF Women’s i spór z Sable (1998)
Moore dołączyła do World Wrestling Federation (WWF, później WWE) w 1998 roku. Debiutowała 1 czerwca w odcinku Raw pod pseudonimem Jacqueline. W kayfabe była dziewczyną wrestlera Marca Mero. Rywalizowała z Sable, która w tej historii była w separacji z Mero. Sable pokonała Jacqueline w konkursie bikini 26 lipca na gali WWF Fully Loaded. Prezes WWF Vince McMahon, zdecydował się jednak zdyskwalifikować Sable za to, że nie nosiła tradycyjnego bikini, a Jacqueline została ogłoszona zwyciężczynią. Jacqueline i Mero pokonali Sable i Edge’a 30 sierpnia roku na gali SummerSlam. We wrześniu po reaktywowaniu WWF Women’s Championship Jacqueline pokonała Sable w walce o ten tytuł. Była pierwszą Afroamerykanką, która go zdobyła. Dwa miesiące później na gali Survivor Series Sable pokonała Moore w kolejnej walce o tytuł. Po raz ostatni Jacqueline i Mero współpracowali ze sobą 6 grudnia w czasie wydarzenia WWF Capital Carnage. Przegrali wtedy wieńczącą rywalizację walkę z Sable i Christianem.

#### Pretty Mean Sisters (1998–1999)
W 1998 roku stworzyła stajnię o nazwie Pretty Mean Sisters (PMS, pl. Dosyć Wredne Siostry). Z początku był to zaledwie tag team z Terri Runnels, która rozstała się ze swoim mężem Goldustem. Doświadczenie rozwodu miało zbliżyć do siebie obie członkinie. Wrestlerki były w sojuszu z tag teamem D’Lo Browna i Marka Henry’ego. Towarzyszyły sojusznikom między innymi w walce przeciwko Valowi Venisowi i The Godfatherowi na gali Rock Bottom: In Your House 13 grudnia 1998 roku. W styczniu 1999 Terri została przypadkowo uderzona przez Browna, w związku z czym oskarżyła wrestlera o doprowadzenie do poronienia. Brown zgodził się wynagrodzić wypadek Terri zostając sługą PMS. Jego służba trwała do czasu gdy ekspertyza lekarska wykazała, że Terri nigdy nie była w ciąży. W maju 1999 wrestlerki przyjęły do swojej stajni wrestlera Shawna Stasiaka, któremu nadały nowe imię – Meat (pl. mięso). W tym samym miesiącu do stajni została przyjęta Ryan Shamrock, odrzucona kochanka Vala Venisa. Wszystkie trzy kobiety wykorzystywały Meata jako miłosnego niewolnika – zmuszały do stosunków seksualnych i noszenia stroju przypominającego ciasną bieliznę. Kiedy Shamrock odeszła z WWF, Terri i Jacqueline nadal asystowały Meatowi w jego walkach. Między kobietami doszło do sporu kiedy okazało się, że Terri za bardzo męczy zawodnika przed jego walkami. Stajnia się rozpadła w lipcu 1999.

#### Drugie panowanie jako mistrzyni WWF Women’s (2000)
1 lutego 2000 roku w odcinku WWE SmackDown Jacqueline zdobyła tytuł WWF Women’s Championship po raz drugi po tym, jak pokonała mężczyznę Harveya Wipplemana (który zdobył pas, bo oszukał wszystkich i pokonał poprzednią mistrzynię, Miss Kitty, przebrany za kobietę). Obroniła tytuł w walce z Luną Vachon, ale straciła go w walce ze Stephanie McMahon, która wygrała dzięki interwencji D-Generation X.

#### Różne wątki fabularne (2000–2004)
W sierpniu i we wrześniu 2000 roku Jacqueline stoczyła wiele walk z Litą, która była ówczesną posiadaczką WWF Women’s Championship. Jedną z tych walk była walka bez dyskwalifikacji.
18 listopada 2001 roku wzięła udział w walce sześciu kobiet o zwakowany tytuł WWF Women’s Championship na Survivor Series. Zwyciężyła Trish Stratus. Kilka tygodni później Jacqueline wyzwała Stratus na pojedynek w czasie wydarzenia Vengeance. Stratus wygrała dzięki zaskakującemu przypięciu zza pleców.
W 2002 roku Moore została sędzią. Debiutowała w tej roli na Royal Rumble w czasie walki o WWF Women’s Championship między Jazz i Trish Stratus. Jacqueline, Stratus i Victoria toczyły spór, który 15 grudnia 2002 zwieńczyła walka typu triple threat na Armageddon. Walkę wygrała Victoria przejmując tym samym tytuł od Stratus.
Między 2003, a 2004 rokiem Jacqueline występowała rzadko. Kiedy 6 maja 2004 w odcinku SmackDown!, mistrz WWE Cruiserweight, Chavo Guerrero, ogłosił otwarte wyzwanie, na ringu pojawiła się Jacqueline. Pokonała ona mistrza i przejęła jego tytuł. Spór o mistrzostwo został rozstrzygnięty na gali Judgment Day. Zgodnie z zasadami, w czasie walki z Jacqueline, Guerrero miał mieć jedną rękę przywiązaną do pleców. Jednak gdy sędzia nie patrzył, manager Guerrero, Chavo Classic, rozwiązał pretendenta do tytułu aby mógł oszukiwać gdy uwaga sędziego znowu została odwrócona przez Classica. Chavo wygrał walkę i odzyskał mistrzostwo. WWE zwolniło Jacqueline Moore w czerwcu 2004, ponieważ nie miało pomysłu na dalsze wykorzystanie jej postaci.

### Total Nonstop Action Wrestling (2004–2011, 2013)

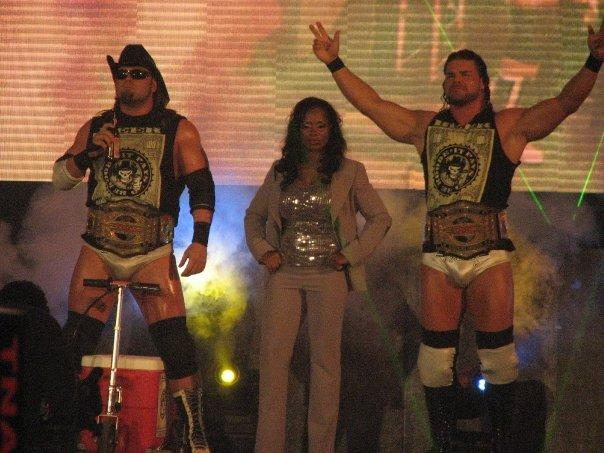
Moore z resztą stajni Beer Money, Inc. (James Storm i Robert Roode) w 2008 roku

Debiutowała w Total Nonstop Action Wrestling 7 listopada 2004 roku jako face pod pseudonimem ringowym Jacie Moore na wydarzeniu pay-per-view o nazwie Victory Road. Przegrała wówczas walkę z heelem Trinity. Ponownie pojawiła się w TNA 5 grudnia na wydarzeniu Turning Point, gdzie sędziowała walkę tag teamów między Patem Kenneym i Johnnym B. Baddem, a Johnnym Swingerem i Glennem Gilberti. 14 stycznia 2007 roku została heelem i na Final Resolution zawiązała sojusz z Jamesem Stormem, któremu zaimponowała atakując jego managerkę Gail Kim. Storm i Jacquelin pokonali Kim i Peteya Williamsa na galach Against All Odds i Destination X. Jasqueline została pokonana przez Kim na wydarzeniu Lockdown w pierwszej zorganizowanej przez TNA walce kobiet w stalowej klatce. Później, w czasie jednej z walk bez dyskwalifikacji, Gail Kim wybiła Moore dwa przednie zęby kopnięciem w usta. W 2008 roku Moore została managerem stajni Beer Money, Inc., do której należeli James Storm i Robert Roode. W 2009 roku Jacquelin zaprzestała występów w ringu i została członkiem zakulisowego personelu TNA.
13 czerwca, 2011 roku Moore powróciła na ring jako nowa partnerka tagteamowa ODB. Obie ogłosiły, że zamierzają oczyścić kobiecą dywizję TNA. W pierwszym tygodniu od zawiązania sojuszu pokonały Velvet Sky i Ms. Tessmacher. 28 czerwca Sky pokonała Jackie i ODB w walce 2 na 1, w której przegrane osoby musiały porzucić karierę. Obie wrestlerki zostały zmuszone do odejścia z firmy, ale zostały ponownie zatrudnione 21 lipca i w jednym z odcinków Impact Wrestling zaatakowały Velvet Sky tuż przed jej walką z Mickie James o tytuł TNA Women’s Knockout Championship. Wkrótce same zostały zaatakowane przez wracającą po dłuższej przerwie Traci Brooks. 18 sierpnia Moore i ODB ogłosiły, że zmieniają charakter swojej działalności na bardziej face'owy. Po wielu tygodniach występów podpisały kontrakt z nową szefową kobiecej dywizji Karen Jarrett na udział w kolejnej edycji Impact Wrestling, jednak Jacqueline Moore nie wystąpiła ani razu, a 28 listopada ogłoszono, że jej kontrakt jest nieważny.
Wróciła do TNA 17 marca 2013 roku i wzięła udział w One Night Only, gdzie pokonała Taryn Terrell. Dwa dni później zmierzyła się z ODB na Hardcore Justice 2 w walce bez dyskwalifikacji i przegrała.

### WWE Hall of Fame (2016)

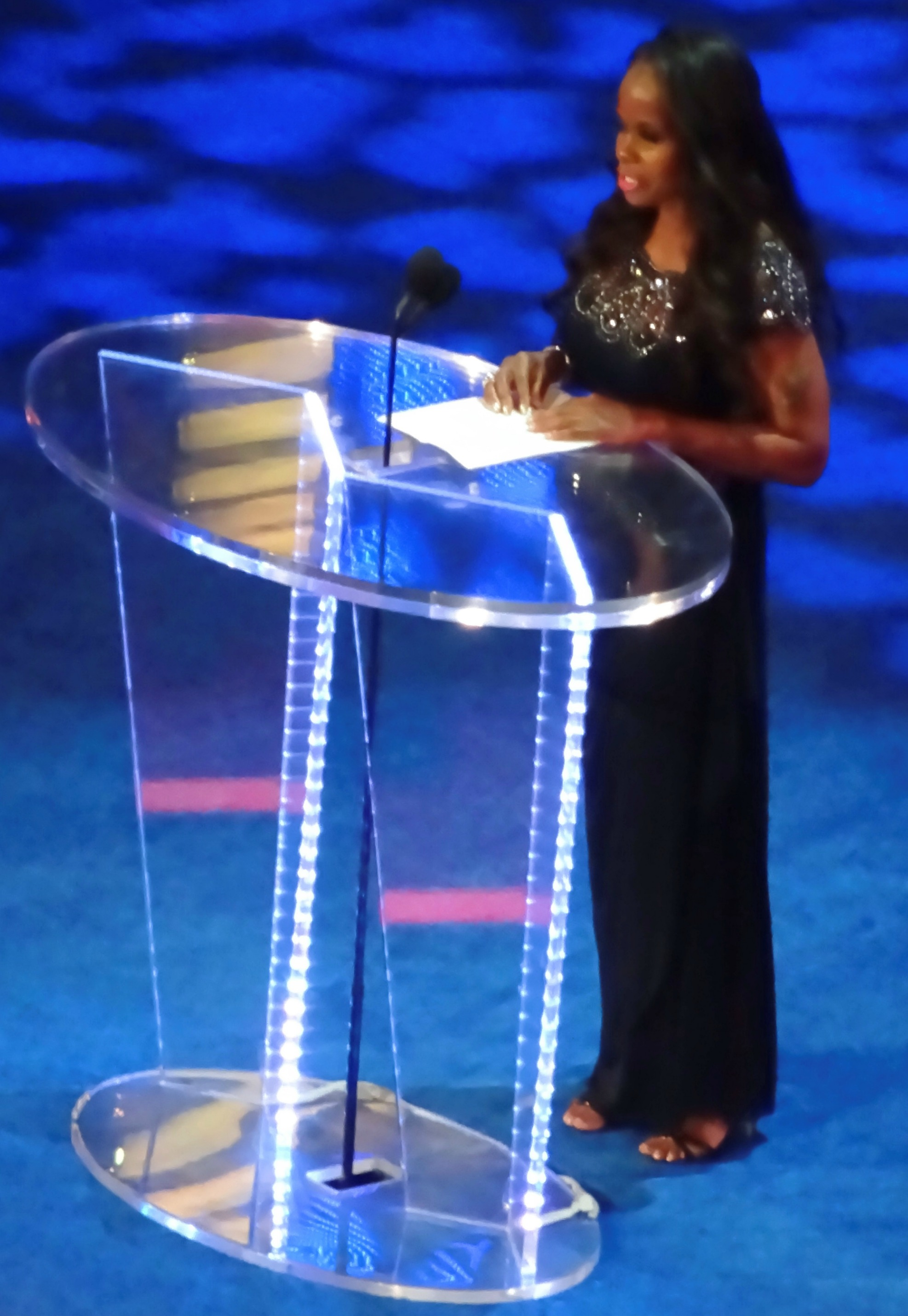
Moore w czasie swojej przemowy na ceremonii dołączenia do WWE Hall of Fame

14 marca 2016 roku ogłoszono, że Jacqueline Moore dołączy do WWE Hall of Fame. Została wprowadzona przez The Dudley Boyz i jest pierwszą Afroamerykanką, która została przyłączona. Osobiście wystąpiła na WrestleManii 32 i wzięła udział w ceremonii 2 kwietnia.

## Inne media
W 2001 roku Moore, Tazz, Al Snow i Tori zostali trenerami w reality show MTV Tough Enough. Był to pierwszy raz kiedy Moore trenowała innych wrestlerów. Pomogła w ten sposób w rozwoju kariery wielu przyszłych zawodników WWE, między innymi Nidii i Mavena.
W 2002 roku wzięła udział w specjalnej edycji reality show Nieustraszeni, w której brali udział tylko zawodnicy WWF. Zajęła drugie miejsce, zaraz po Macie Hardym.

### Gry komputerowe
Jej postać pojawiła się w ośmiu grach z serii WWE. Są to kolejno: WWF Attitude, WWF WrestleMania 2000, WWF SmackDown! 2: Know Your Role, WWF No Mercy, WWE WrestleMania X8, WWE Raw 2, DLC do gry WWE 2K17 o nazwie Hall of Fame Showcase i WWE 2K18.

## Styl wrestlerski
- Finishery
  - Bridging/Release German suplex[1]
  - Float-over DDT[59]
  - Guillotine choke[60] – 2008
  - Tornado DDT[19]
- Inne charakterystyczne ruchy
  - Clothesline[1]
  - Elbow smash[1]
  - Headscissors takedown[19]
  - Spear[1]
  - Spinning heel kick[1]
- Pseudonimy
  - „The Pride of Tennessee”
  - „The Big Bad Black Barbie”[61]
- Wrestlerzy, których była managerem
  - Kevin Sullivan[2]
  - Harlem Heat (Booker T and Stevie Ray)[10]
  - Marc Mero[18]
  - Meat[24]
  - D’Lo Brown[22]
  - Mark Henry[22]
  - APA (Faarooq i Bradshaw)
  - Beer Money, Inc. (James Storm i Robert Roode)
  - ODB

## Mistrzostwa i osiągnięcia
- Independent Association of Wrestling
  - IAW Women’s Championship (1 raz)[1]
- Pro Wrestling Illustrated
  - 249 miejsce na liście PWI 500 w 1993 roku[1]
  - 17 miejsce na liście PWI Top 50 Females w 2008 roku[62]
- United States Wrestling Association
  - USWA Women’s Championship (14 razy)[7]
- Universal Wrestling Federation
  - UWF Women’s World Championship (1 raz)[63]
- World Wrestling Federation / Entertainment / WWE
  - WWF Women’s Championship (2 razy)[17]
  - WWE Cruiserweight Championship (1 raz)[64]
  - WWE Hall of Fame (2016)[52]